# Сречко Косовел
Сречко Косовел (на словенски Srečko Kosovel), словенски поет, литературен критик и публицист; * 18 март 1904, Сежана; † 27 май 1926, Томай.

## Биография
Детството си Косовел прекарва в словенската област Крас, в Плисковица и Томай, където посещава основно училище и на единайсетгодишна възраст публикува първото си есе в детския вестник „Звънче“. През 1916 г. записва реална гимназия в Любляна, където се включва в литературен кръжок, сътрудничи на средношколски вестници и самият той започва да издава вестника „Лепа Вида“. След дипломирането си през 1922 г. записва славистика, романистика и философия в Люблянския университет. Сътрудничи на авангардното списание „Три лебеда“, организира литературно-театрален кръжок, лекции и литературни вечери в Любляна. През 1922 г. заедно със свои приятели създава списание „Младина“ и подготвя първата си стихосбирка „Златната ладия“, която така и не успява да публикува приживе.
В Томай се завръща през пролетта на 1926 г. тежко болен и въпреки усилията на семейството си и лекарите умира едва навършил двайсет и две години.

## Поетика
В началото на творческия си път Косовел е изцяло свързан с поетиката на модернизма и импресионизма. В поезията му преобладават мотивите на раждането, любовта и смъртта, които са неизменно преплетени с мястото на неговата инспирация – Крас. По-късно постепенно започва да се чувства все по-силното влияние на експресионизма, но най-голяма следа в словенската литература оставя с конструктивистката си поезия, макар така и да не напуска докрай някой от характерните обсесивни теми на експресионизма. Първата поетична книга на Косовел „Стихотворения“ е публикувана година след смъртта му, а конструктивистката му стихосбирка „Интеграли“ се появява в Словения едва четирийсет години след това – през 1967 г. Цялостното творчество на Косовел, публикувано половин век след смъртта му, включва над хиляда стихотворения, около сто страници есеистика, публицистика и проза и над двеста писма.

## Произведения
- Стихотворения (1927)
- Избрани стихотворения (1931)
- Събрани произведения I (1946)
- Избрани стихотворения (1949)
- Златната ладия (1954)
- Моята песен (1964)
- Екстазът на смъртта (1964)
- Интеграли 26 (1967)
- Събрани произведения II (1974)
- Събрани произведения III (1977)